# Кенто (озеро)
Ке́нто (Кентозеро, Канто) — пресноводное озеро на территории Боровского и Луусалмского сельских поселений Калевальского района Калевальского района Республики Карелии.

## Общие сведения
Площадь озера — 30,8 км², площадь водосборного бассейна — 674 км². Располагается на высоте 139,0 метров над уровнем моря.
Форма озера лопастная, продолговатая: оно вытянуто с севера на юг. Берега изрезанные, каменисто-песчаные, преимущественно возвышенные, местами заболоченные.
Через озеро протекает река Кенто, впадающая в озеро Юляярви, которое протокой сообщается с озером Алаярви. Воды из последнего через протоку Ельмане уже втекают в озеро Среднее Куйто.
В залив на восточной стороне озера впадает ручей Муртооя, несущий воды из озера Янис.
В озере более десяти островов различной площади, однако их количество может варьироваться в зависимости от уровня воды. Наиболее крупные из них: Лапиенсуари, Куусисуари, Яниссуари и Кайскусуари.
Рыбы: ряпушка, сиг, корюшка, щука, плотва, налим, окунь, ёрш.
Код объекта в государственном водном реестре — 02020000811102000004807.